# 硅林

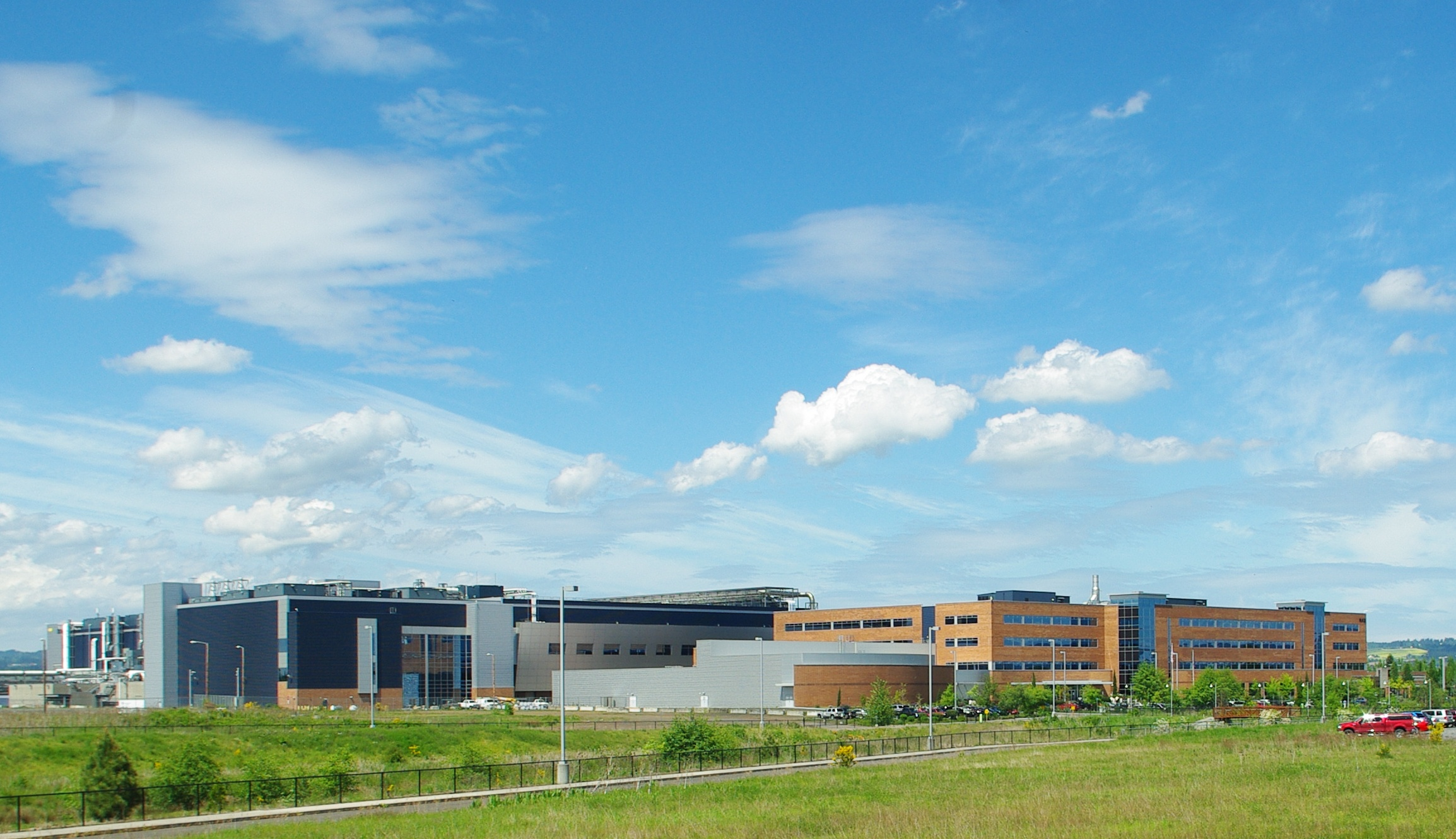
英特尔位于俄勒冈州希尔斯伯勒的罗勒·阿克斯园区

硅林 (英語：Silicon Forest) 是美国俄勒冈州波特兰都会区高科技公司聚集区的昵称，通常指俄勒冈州西北部的比弗顿和希尔斯伯勒之间的工业走廊。
这个名字类似于硅谷。在大波特兰地区，这些公司传统上专门从事硬件——特别是测试和测量设备、计算机芯片、电子显示器和打印机。在该地区有一个小的清洁技术重点。

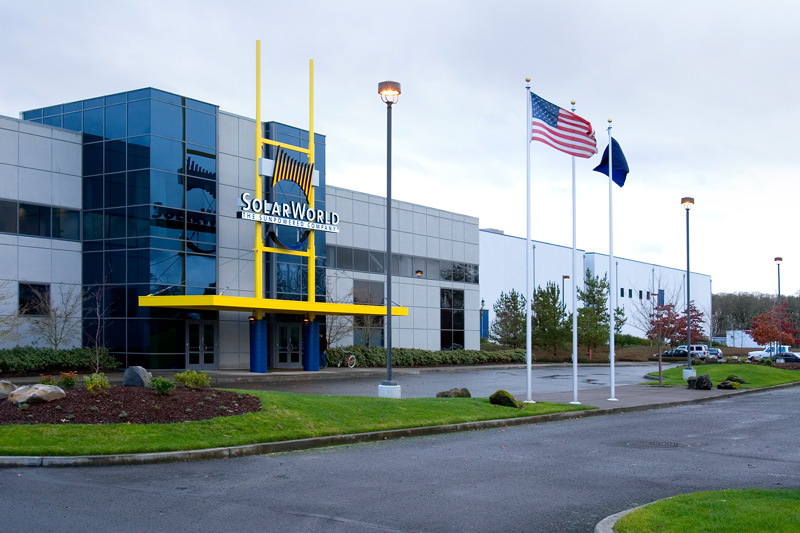
位于希尔斯伯勒的太阳能世界美国总部